# Cravaté allemand ancien
Le cravaté allemand ancien (ou type ancien, en allemand Altdeutsches Mövchen) est une race de pigeon domestique originaire d'Allemagne, où elle existe depuis plus de trois cents ans. Elle est classée dans la catégorie des pigeons cravatés.

## Histoire
Ce pigeon d'ornement a reçu son nom en allemand de « petite mouette » (Mövchen) à cause des premiers sujets en Westphalie qui montraient des ailes barrées en noir et un plumage blanc, comme cet oiseau. Ensuite d'autres variétés de coloris de boucliers ont été sélectionnées, mais ce nom lui est resté en allemand. La race a été à nouveau reconnue officiellement en 1956 en Allemagne et son standard établi en 1960 au niveau européen.

## Description
C'est un petit pigeon gracieux n'excédant pas 31 cm, au corps blanc et arrondi et au cou puissant et court. La tête légèrement huppée avec des rosettes (formant une toute petite coquille) est ronde et le bec rosé, très court. Il montre une petite cravate (jabot de plumes) sur la gorge. Ses tarses sont toujours lisses.
Les ailes au dessin en bouclier peuvent être de différentes couleurs (bleu, noir, rouge, jaune, et bien sûr blanc pour les unicolores). Le reste du corps est toujours blanc. Les cravatés allemands anciens ne peuvent pas nourrir eux-mêmes leurs pigeonneaux à cause de la petitesse de leur bec et doivent donc être élevés avec d'autres races au bec plus long. Le cravaté allemand ancien a un caractère vif et familier.

## Galerie de photos

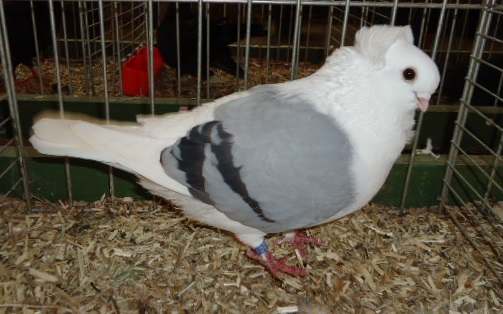
Cravaté Allemand ancien bleu barré
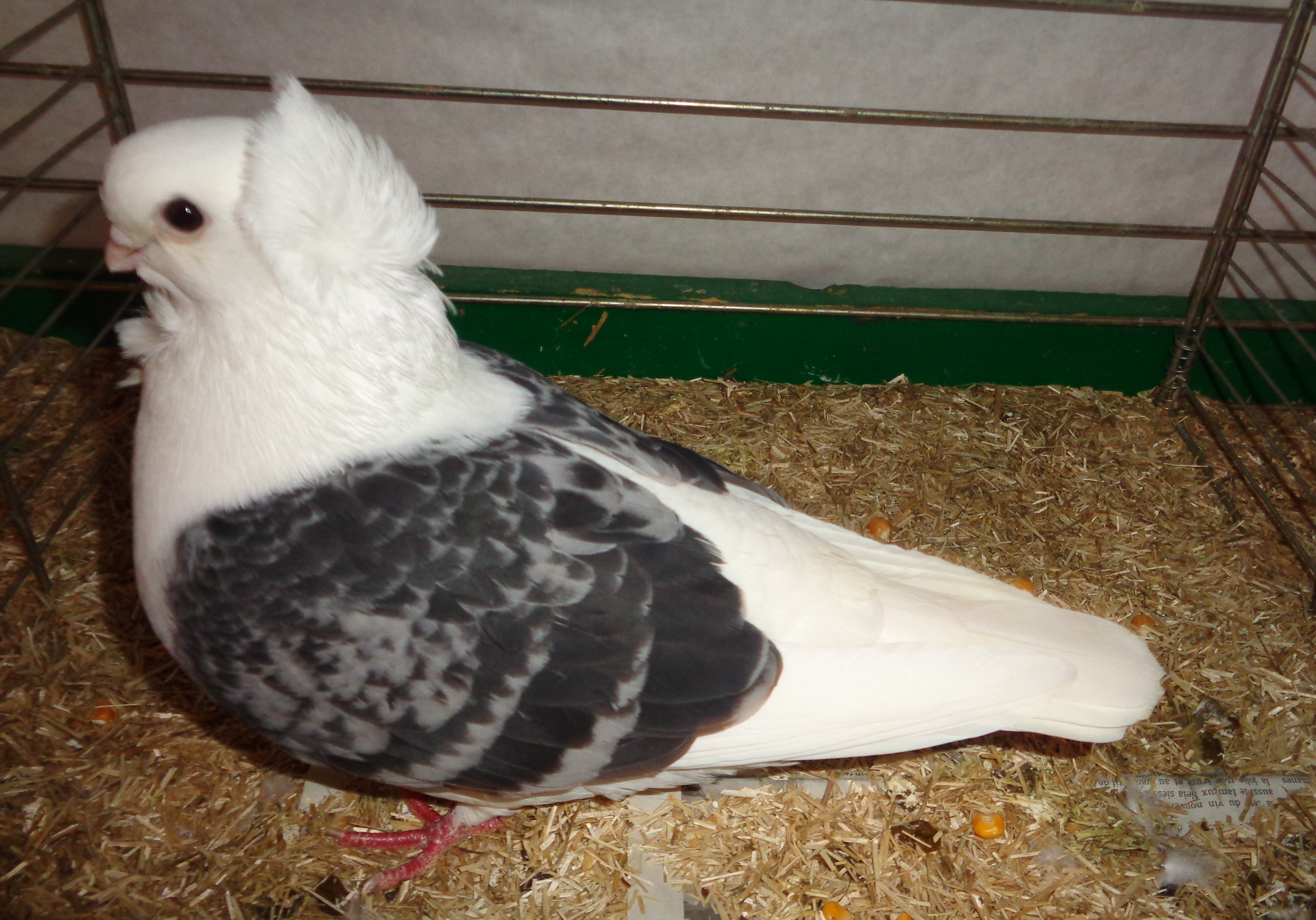
Cravaté Allemand ancien bleu écaillé
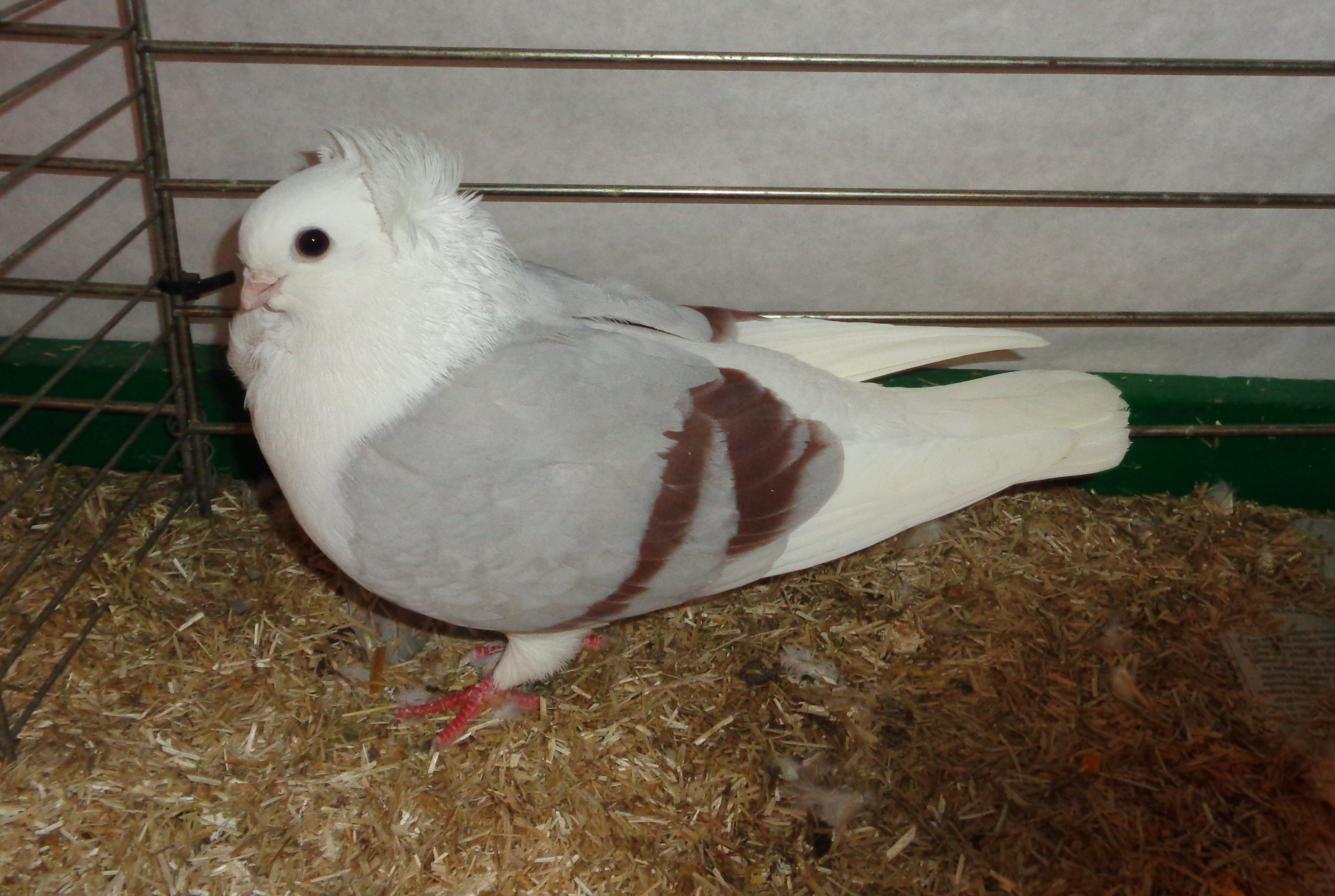
Cravaté Allemand ancien rouge cendré barré
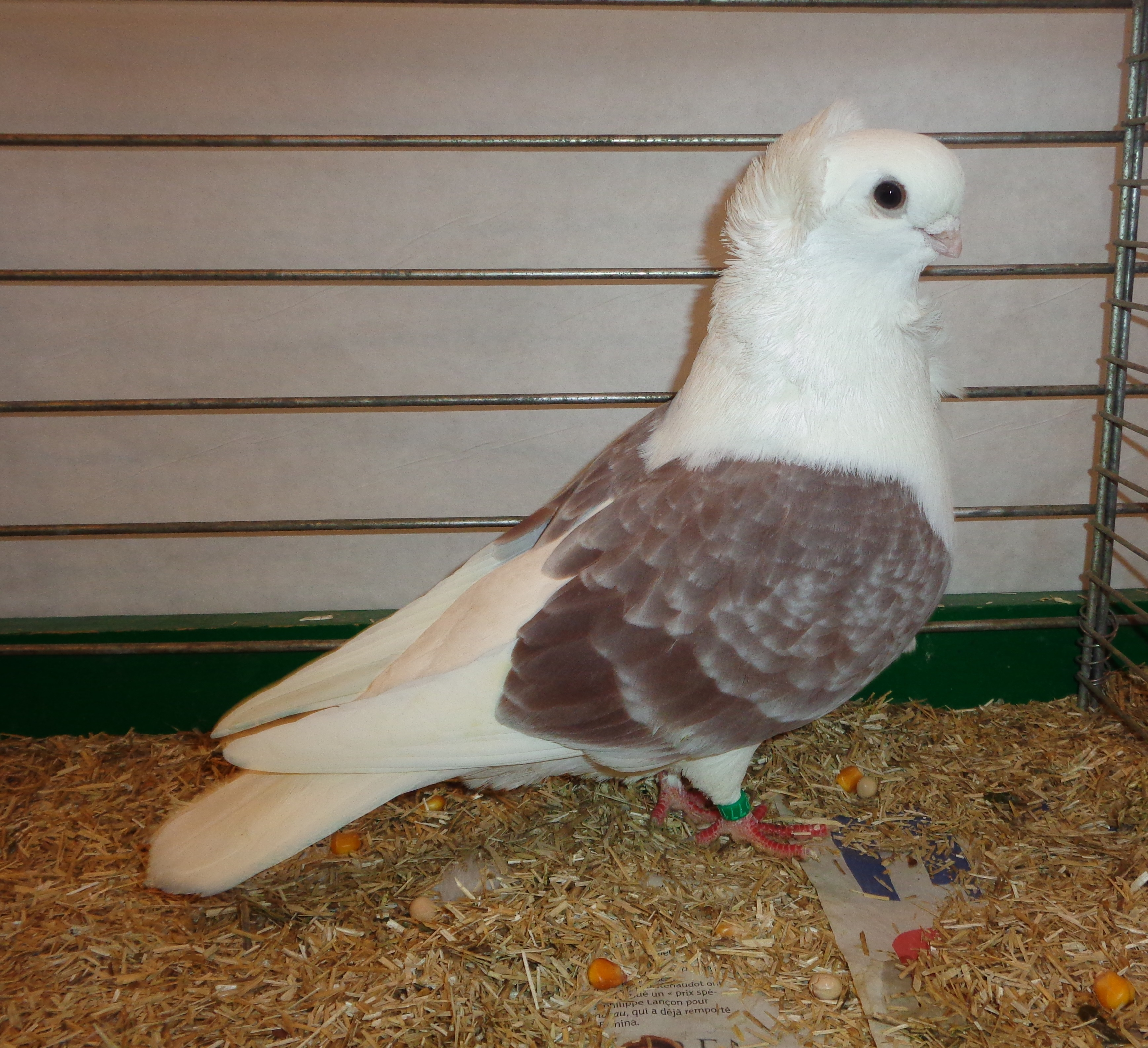
Cravaté Allemand ancien rouge cendré écaillé
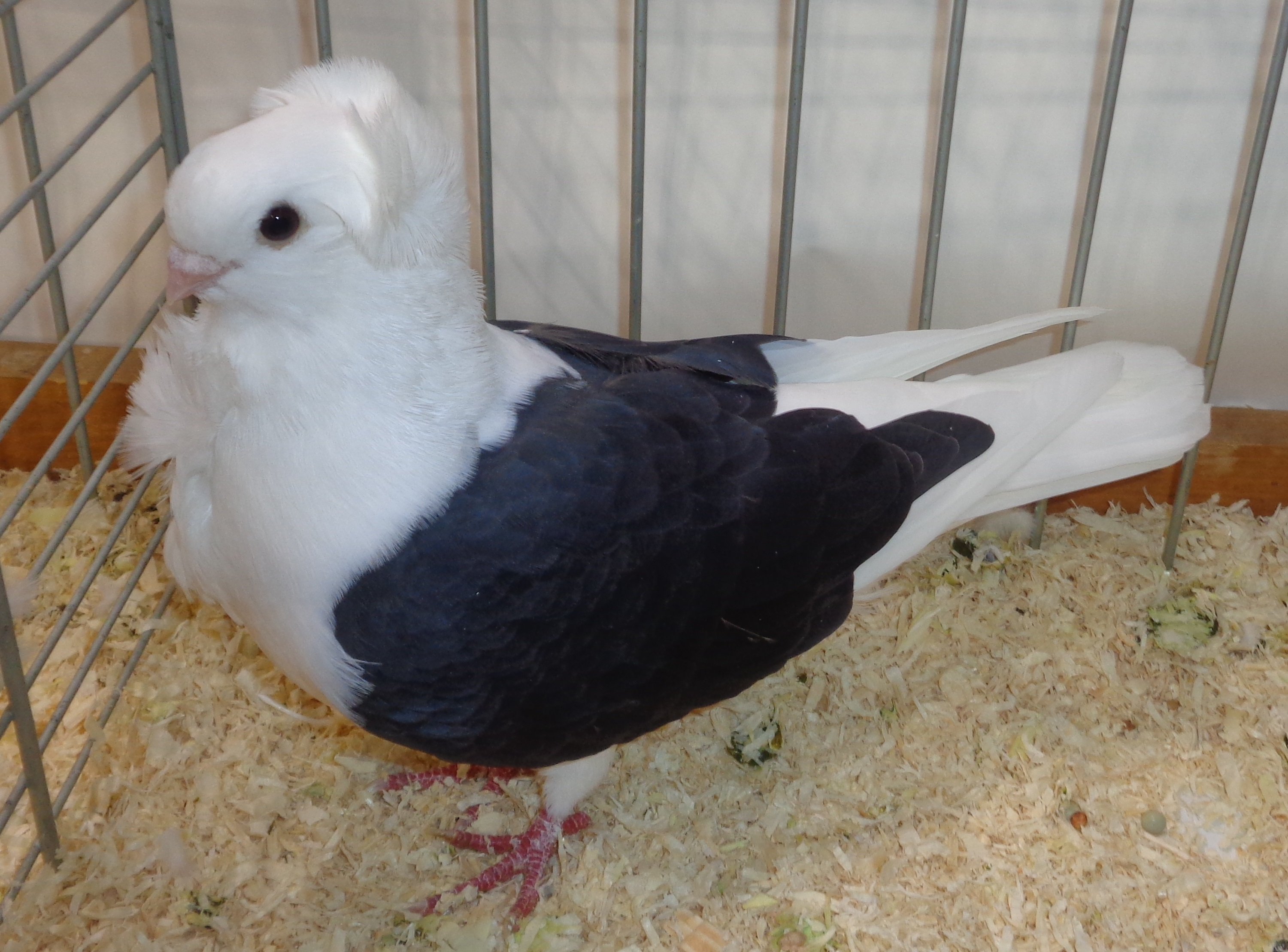
Cravaté Allemand ancien noir